# Cnaphalocrocis daisensis
Cnaphalocrocis daisensis là một loài bướm đêm trong họ Crambidae.